# 大久保洋子
大久保 洋子（おおくぼ ようこ、1990年2月4日 - ）は、日本の女性ファッションモデル。

## 人物・来歴
滋賀県彦根市出身。
モデル事務所「スーパーウイング」所属。
大学1年生の時に、原宿でスカウトされたのをきっかけに芸能界入り。
学業と両立しながらモデル活動を行い、大学卒業1年後の2013年に、旭化成のキャンペーンモデルに選ばれた。
- 趣味：読書、映画鑑賞、カラオケ、水泳、バレーボール
- 特技：テニス、トランペット、バスクラリネット
- 目標とする人物：松嶋菜々子[3]
- 妹がいる[2]。

## 主な活動
2013年
- 3月13日、第38代旭化成グループキャンペーンモデルに中国人モデル史欣霊と共に選ばれる。
- 3月30日、宮崎県延岡市で開催された『東京ガールズコレクション SPRING LIVE Edition supported by 宮崎恋旅「延岡」』にゲスト出演。[4]
- 4月5日、守山警察署 (滋賀県)の1日警察署長を務める[1]。
- 4月11日、川崎臨港警察署の1日警察署長を務める。
- 5月、宮崎県延岡市で開催された「ゴールデンゲームズinのべおか」の大会レセプションで選手を激励、PR活動として宮崎放送とテレビ宮崎の番組に出演。
- 5月14日、表参道で開催された展示会「MODA Hi・Tension 2013春」に出演。
- 6月8日、旭化成守山支社で開催された「モリンピック」の玉入れと○×クイズに選手として参加。
- 7月15日、池袋サンシャインで開催された「三愛水着ショー」に佐々木もよこ、夏美、岩﨑名美、横山林沙を含む15人と共演。
- 8月30日、同市内に旭化成の事業所が所在する、富士警察署（静岡県富士市）の1日警察署長を務める[5]。翌31日にはPR活動としてRadio-f（富士コミュニティエフエム放送）の番組『ふじさんコンパス』にゲスト出演した[6]。
- 11月16日、同市内に旭化成の事業所が所在する、児島警察署（岡山県倉敷市）の1日警察署長を務める[7]。
- 11月17日、宮崎県延岡市で開催された「第5回旭化成延岡OB会オータムフェスタ・いっちみろやふれあい祭」にゲスト出演[8]。

2016年
- 3月、Honda「ライダーズフレンド」の2016年度メンバーに選ばれる（他メンバー：大関沙織、四家千晴）[9]